# Juan Barranco Posada
Juan Barranco Posada (Sevilla, 24 de septiembre de 1931-Madrid, 15 de octubre de 2009), torero y periodista taurino español.

## Biografía
Nacido en la ciudad de Sevilla en el año 1931, pasó prácticamente su infancia y juventud en Huelva, ciudad de origen de su familia.
Es un ejemplo de lo que se conoce como "torero de dinastía": Su abuelo materno, Francisco de Posada, fue rejoneador a finales del siglo XIX. Era sobrino de los matadores de toros Francisco y Antonio Posada. Otros tíos suyos fueron novilleros, como José, Manuel y Rafael (que luego pasó a banderillero). Destaca el caso de otro tío, el novillero Faustino Posada, que pasó a la historia por ser el primero muerto en el ruedo por las astas de un astado de Miura, en 1907, en Sanlúcar de Barrameda. Finalmente, su propio Padre, Juan Barranco Herrera, fue asimismo novillero.

## Trayectoria
Posada se presentó de luces en Valverde del Camino (Huelva) en 1947, compartiendo cartel con el también debutante Miguel Báez Espuny "El Litri".
Fue presentado en Sevilla el 18 de septiembre de 1949, y en la plaza de Las Ventas el 24 de septiembre de 1950.
Logra un triunfo apoteósico, aún como novillero, en Las Ventas en 1951, "cuando ocurre el hecho insólito de concedérsele las dos orejas de un novillo de Buendía, al que ni siquiera pudo entrar a matar, por haber sido cogido de gravedad".
Tomó la alternativa de manos de Agustín Parra "Parrita" el 14 de mayo de 1952 en la Plaza de Las Ventas, Madrid, en una corrida programada dentro de la feria de San Isidro.
Su primera actuación como matador de toros en Sevilla fue el 28 de septiembre de 1953, cortando una oreja a un toro de Felipe Bartolomé. Ese triunfo fue seguido de una repetición el mismo año en la Maestranza sevillana, y resulta gravísimamente herido por un toro de Prieto de la Cal.
En 1956, se retiró del toreo activo.
Tras unos años como empresario agrícola en la provincia de Albacete, Posada se licenció en Ciencias de la Información en la Universidad Complutense de Madrid y ha ejercido el periodismo taurino en Radio Nacional de España, Diario 16, Cambio 16, Sábado Gráfico, Tiempo, redactor y presentador de "300 millones" en TVE, director de "Fiesta del sábado " y de "Fiesta" en Radiocadena Española, asesor y presentador del programa "Tauromaquia" de TVE... Es coautor en las obras Las Ventas, 50 años de corridas, y de El callejón del miedo. Obtuvo el premio "San Patricio" de ensayo taurino por su obra De Paquiro a Paula... A fecha de su muerte estaba al frente de la sección taurina del periódico "La Razón".